# Araguaína
Araguaína, amtlich Município de Araguaína, ist eine Großstadt im brasilianischen Bundesstaat Tocantins. Mit 180.470 Einwohnern laut Schätzung zum 1. Juli 2019 ist sie nach der Hauptstadt Palmas die zweitgrößte Stadt des Bundesstaates.
Araguaína liegt auf 227 Meter Seehöhe, das Gemeindegebiet hat eine Ausdehnung von etwa 4000 km².

## Geographie
Umliegende Gemeinden sind in Tocantins Aragominas, Babaçulândia, Carmolândia, Filadélfia, Muricilândia, Nova Olinda, Palmeirante, Pau d’Arco, Piraquê, Santa Fé do Araguaia, Wanderlândia und in Pará Floresta do Araguaia.

## Bevölkerungsentwicklung
| Jahr | Einwohner | Stadt   | Land  |
| --- | --------- | ------- | ----- |
| 1991 | 89.617    | 81.654  | 7.963 |
| 2000 | 113.143   | 105.874 | 7.269 |
| 2010 | 150.484   | 142.925 | 7.559 |
| 2019 | 180.470   | ?       | ?     |
| Die zur Anzeige dieser Grafik verwendete Erweiterung wurde dauerhaft deaktiviert. Wir arbeiten aktuell daran, diese und weitere betroffene Grafiken auf ein neues Format umzustellen. (Mehr dazu) |           |         |       |

Quelle: IBGE (2011)

## Persönlichkeiten
- Romeu Martins Rezende (* 1998), Fußballspieler

## Verkehr
Die Verkehrsanbindung erfolgt über die Bundesautobahn BR-153, den Flughafen Araguaína und die Eisenbahnlinie Ferrovia Norte-Sul.

Lokale Direktflüge des Flughafens Araguaína.